# Encenação do poder político

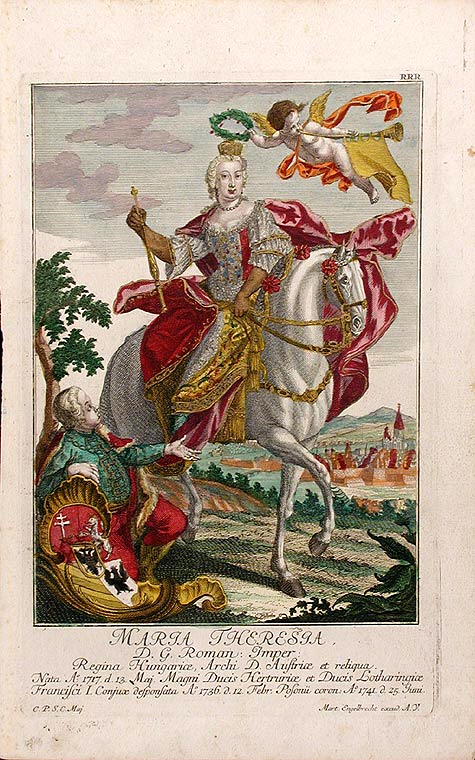
Maria Teresa de Áustria: quando a gravura serve à encenação do poder

A encenação do poder político é o modo como os seus detentores exibem a natureza deste poder a quem governam, aos seus pares ou aos seus rivais. Encontram-se em sepulturas representações (pinturas e esculturas) de elementos (ornamentos ou insígnias) que mostram que em certas sociedades eram frequentemente distinguidos os indivíduos segundo um sistema hierárquico.
Parece ser rapidamente que o princípio do estabelecimento simbólico das diferenças se transforma num exercício psicológico do poder e da autoridade dos homens e mulheres que detêm o poder político. Isto vai não somente ser visível, mas é igualmente dramatizado com uma encenação através de uma simbologia estereotipada ou não.
Em função das sociedades, da conjuntura histórica, estas encenações foram sempre destinadas a impressionar, evidenciar, mistificar, aterrorizar, ou simplesmente ridicularizar os espectadores.
A encenação pode assim ter uma função heurística, ilustrativa das diferentes responsabilidades do poder segundo o ponto de vista dos indivíduos, promover o ethos da pessoa pública ou, pelo contrário, desempenhar um papel de desinformação análogo ao da propaganda ao insistir sobre o pathos. Certas encenações poderão mesmo classificar-se no âmbito da pura propaganda do poder.
Esta preocupação de lidar com a aparência, com a ajuda de técnicas próximas do teatro e do espectáculo em geral, existe em numerosos domínios do poder, e em todas as formas de poder político.

## Encenação do poder político em si mesmo

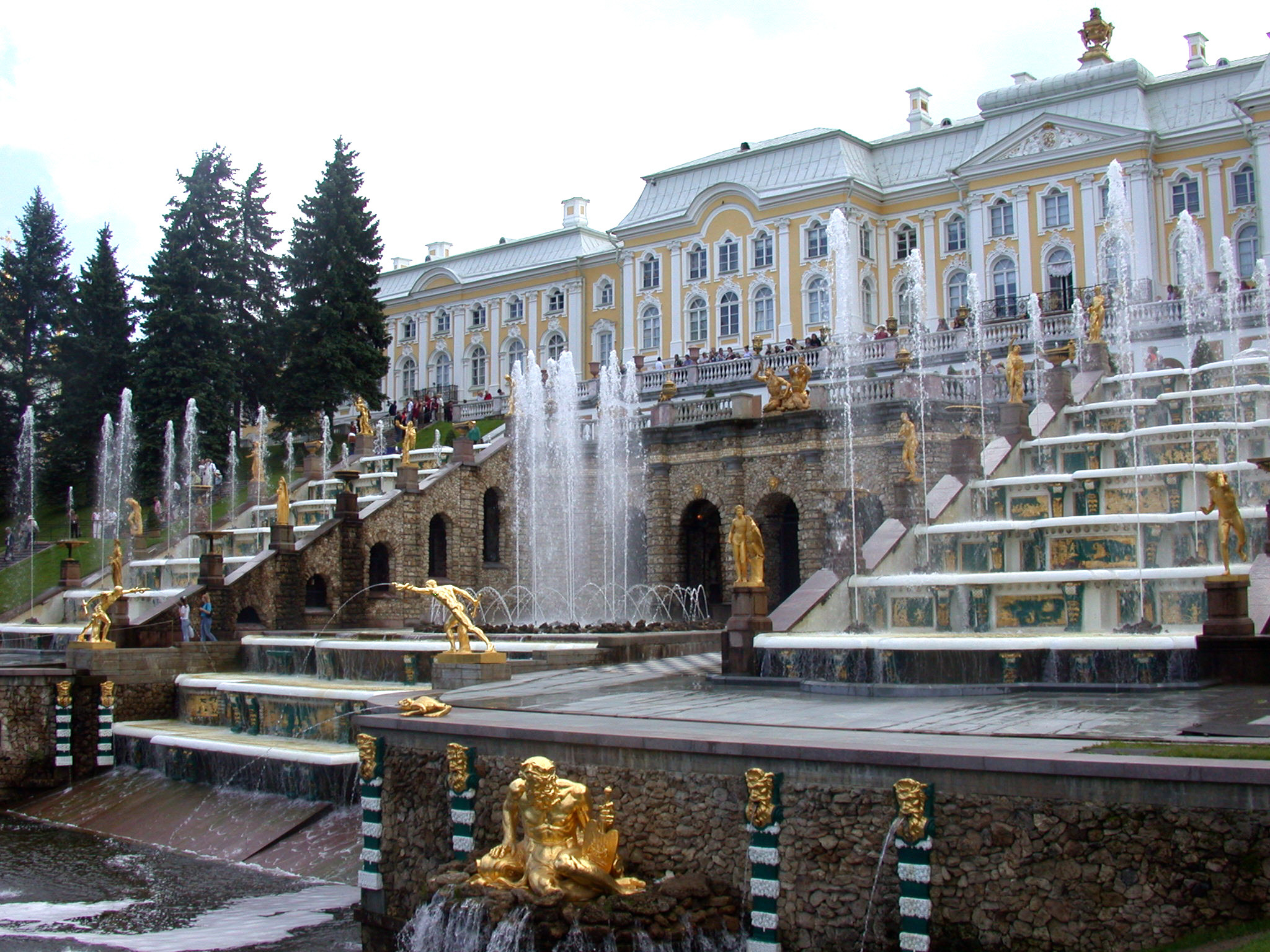
Cascata do palácio Peterhof na Rússia. Toda a encenação implica um décor. O palácio é um dos elementos chave do dispositivo cénico real ou imperial.

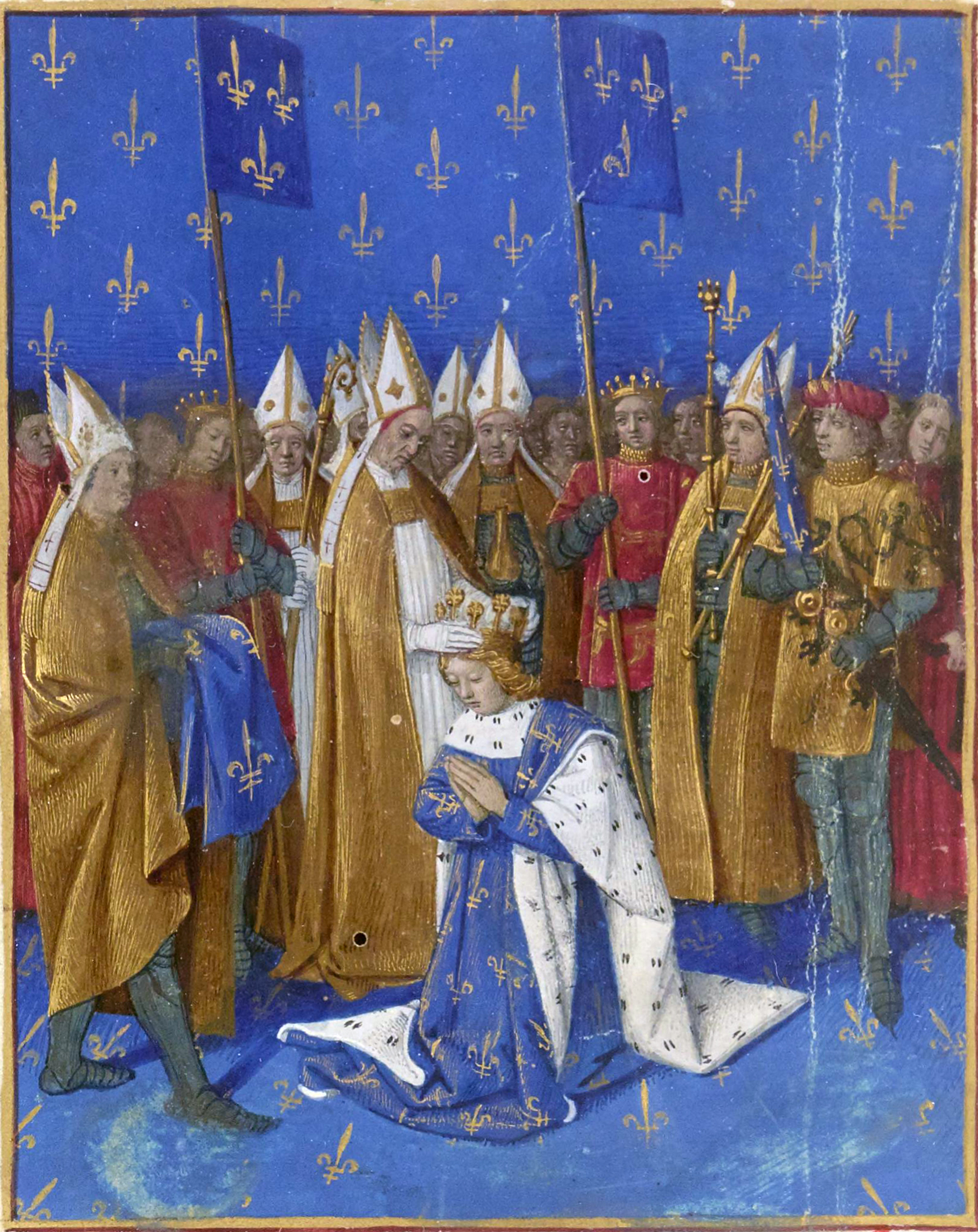
Consagração real de Carlos VI de França.

Certas encenações, especialmente as "entradas" e "triunfos" (reais, imperiais, pontifícios, presidenciais) serão duradouras. Outras apenas modas passageiras. O surgimento de novas tecnologias (a gravura, a imprensa, a fotografia, o cinema, a televisão e mais recentemente, a Internet) modificaram o grau de controlo que as autoridades detinham sobre a sua própria imagem, oferecendo também novos meios de a encenarem.
A encenação do poder varia segundo a sua natureza e a imagem que o governante procure dar das suas relações com os governados. O poder monárquico ampliou a figura do soberano, o poder republicano procura satisfazer as aspirações igualitárias dos cidadãos. O poder pode desempenhar um papel de proximidade ou de distância, descer à rua ou viver no segredo último dos muros de um palácio, multiplicar as suas aparições ou torná-las deliberadamente raras.
O problema da legitimidade do poder vai igualmente influenciar a sua teatralização. O poder hereditário não tem de se preocupar com convencer sobre a sua legitimação, mas de a provar, enquanto que os eleitos passam por uma fase de persuasão (campanha eleitoral) no decurso da qual devem demonstrar as qualidades que os tornam aptos para governar.
- Certas encenações pertencerão assim nitidamente a um ou a outro poder, por exemplo a consagração real à monarquia hereditária, a campanha eleitoral aos sistemas eleitorais.
- Outras manifestações serão comuns. Pode-se citar por exemplo as cerimónias que marcam o fim da Segunda Guerra Mundial, onde se viu aparecer Churchill na varanda do Palácio de Buckingham na companhia do soberano britânico e família,[5] e o general Charles de Gaulle na varanda do Hôtel de Ville.

## Monarquias

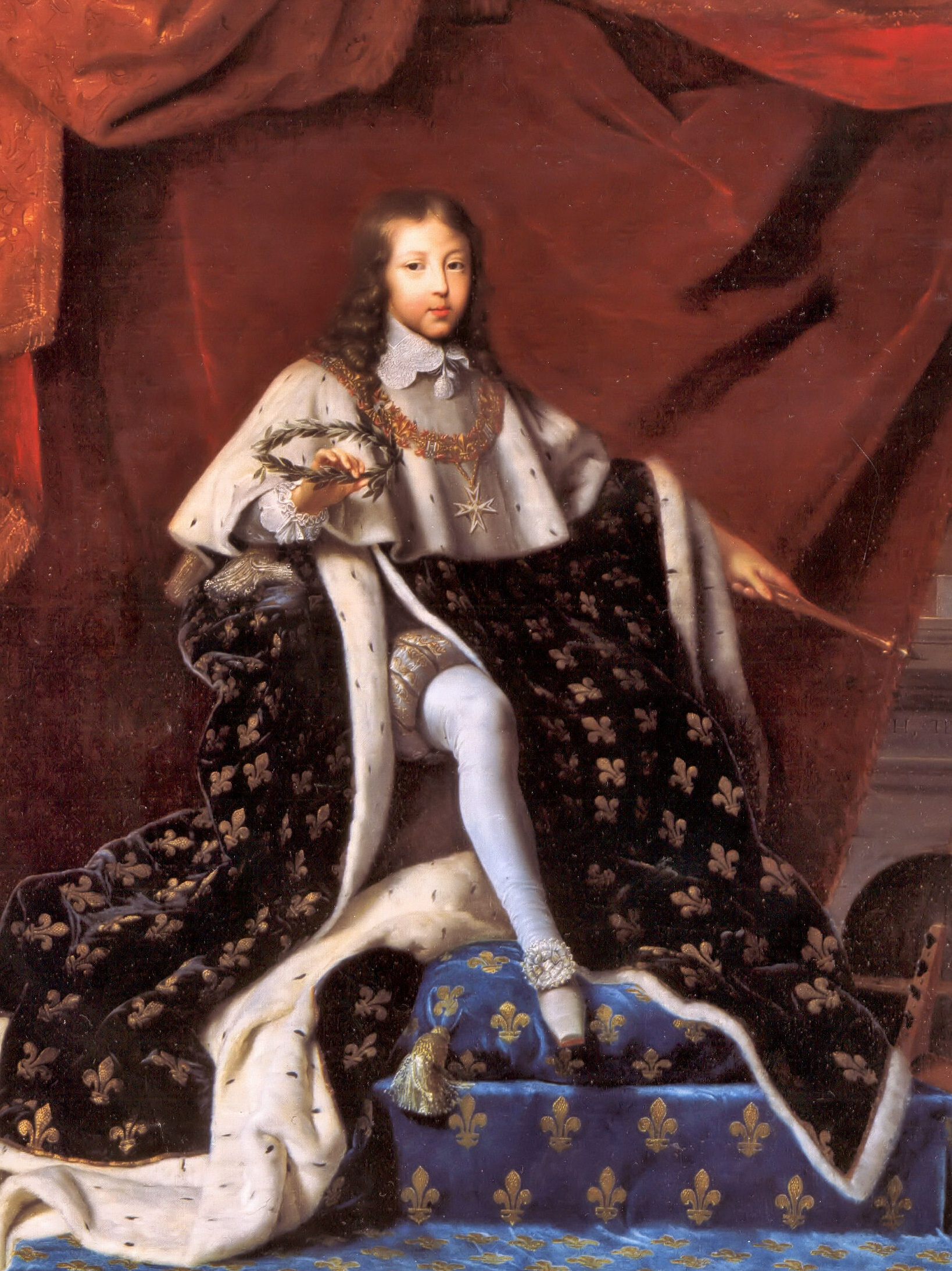
Luís XIV apresenta-se em traje de consagração real em 1648, numa encenação do direito divino dos reis.

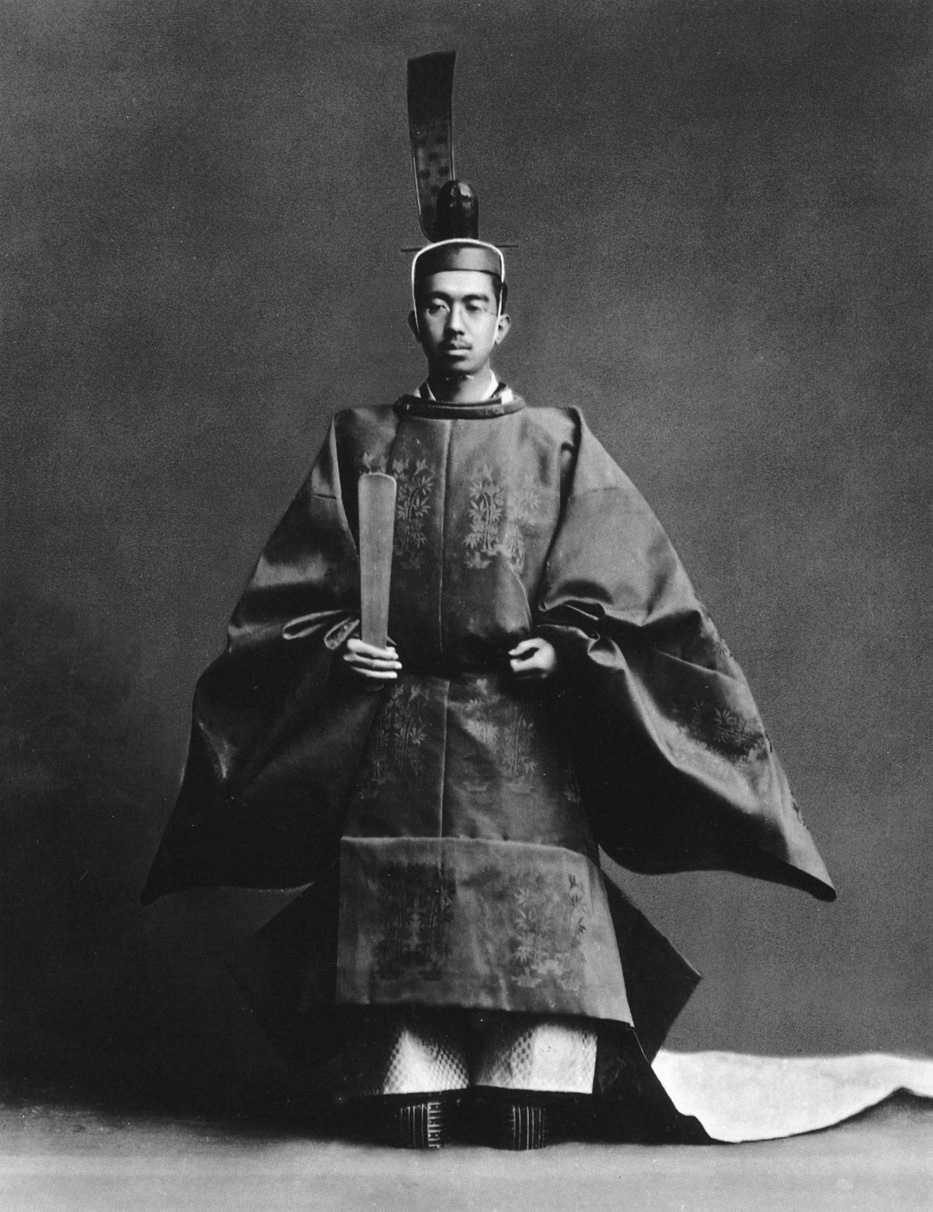
Hirohito, Imperador do Japão durante o período Showa, em traje de grande sacerdote do Xintoísmo de Estado.

Em certas sociedades, a encenação do poder encontra-se nos rituais. O soberano herda uma tradição mais ou menos obrigatória, regalias e papéis estereotipados que deve assumir ou executar logo que acede ao poder.
- O monarca-pontífice supremo: No Antigo Egipto por exemplo, o faraó, chefe político e religioso, apresenta-se ao público através de atributos que dramatizam as suas funções e os seus poderes. A estatuária monumental insiste na diferença de natureza entre o rei e os homens sobre os quais ele reina, ilustrando a legitimidade quase divina do seu poder.
- O monarca-chefe de guerra: os que comandam a guerra são apresentados como heróis no cerne da acção ou triunfantes, por exemplo nos Triunfos romanos. Quando Alexandre, o Grande tomou o hábito dos persas que acabara de vencer, os seus soldados criticaram abertamente o carácter efeminado do costume persa, indigno segundo eles em relação ao papel viril que deveria exibir o chefe guerreiro dos gregos. A estatuária mostra voluntários ou heróis a cavalo (estátua equestre) e isto até uma data tardia, mesmo se os soberanos já não participassem activamente nas batalhas.[7]
- O monarca-juiz ou sábio: o protótipo é Salomão, o contra-exemplo Midas e as suas orelhas de burro nas múltiplas representações da calúnia de Apeles.[8] A história francesa guarda para São Luís uma imagem de sábio exercendo a justiça debaixo de um carvalho. O ritual do lit de justice perpetuou este aspecto da função real.[6]
- O rei taumaturgo: o monarca de direito divino deve imediatamente fazer prova da legitimidade impondo as mãos sobre os doentes que é suposto curar por simples contacto. Pode aí ver-se uma forma de ordália. Mas visitar os doentes é também um dos deveres da caridade. Encontra-se este estereótipo num quadro de 1802, Bonaparte visitando as vítimas da peste de Jafa encomendado por Napoleão Bonaparte a Antoine-Jean Gros.
- O monarca pai: a aparição pública do soberano pode destinar-se a dar confiança aos indivíduos; é assim que Carlos IX, segundo a instigação de Catarina de Médicis, empreendeu uma volta por França durante dois anos (1564-1566),[9] pontuado por festas, cerimónias e  entradas reais. A pessoa do rei e sua companhia encarnam a autoridade benevolente que faz terminar as querelas e traz a paz.[10]

Na Idade Média, os soberanos do Reino de Aragão são consagrados no decurso de uma cerimónia que encena o paraíso e os anjos com o intuito de materializar a ligação entre o monarca e Deus Desde o século XV a vida pessoal do soberano tende a confundir-se com a da "coisa pública": nascimentos reais, casamentos, funerais, dão lugar a cerimónias mais ligeiras e alegres ou mais solenes onde se encontra toda a arte das autoridades civis e religiosas para materializar a relação entre o poder e os indivíduos, estes sendo actores do espectáculo e reenviando ao poder a imagem ideal que dele têm. A recusa da publicidade é daí mal vista. A grande discrição de Luís XI, que contrasta com o fausto exuberante com o qual a corte de Borgonha se encena na mesma época, alimentou durante muito tempo toda a espécie de rumores.

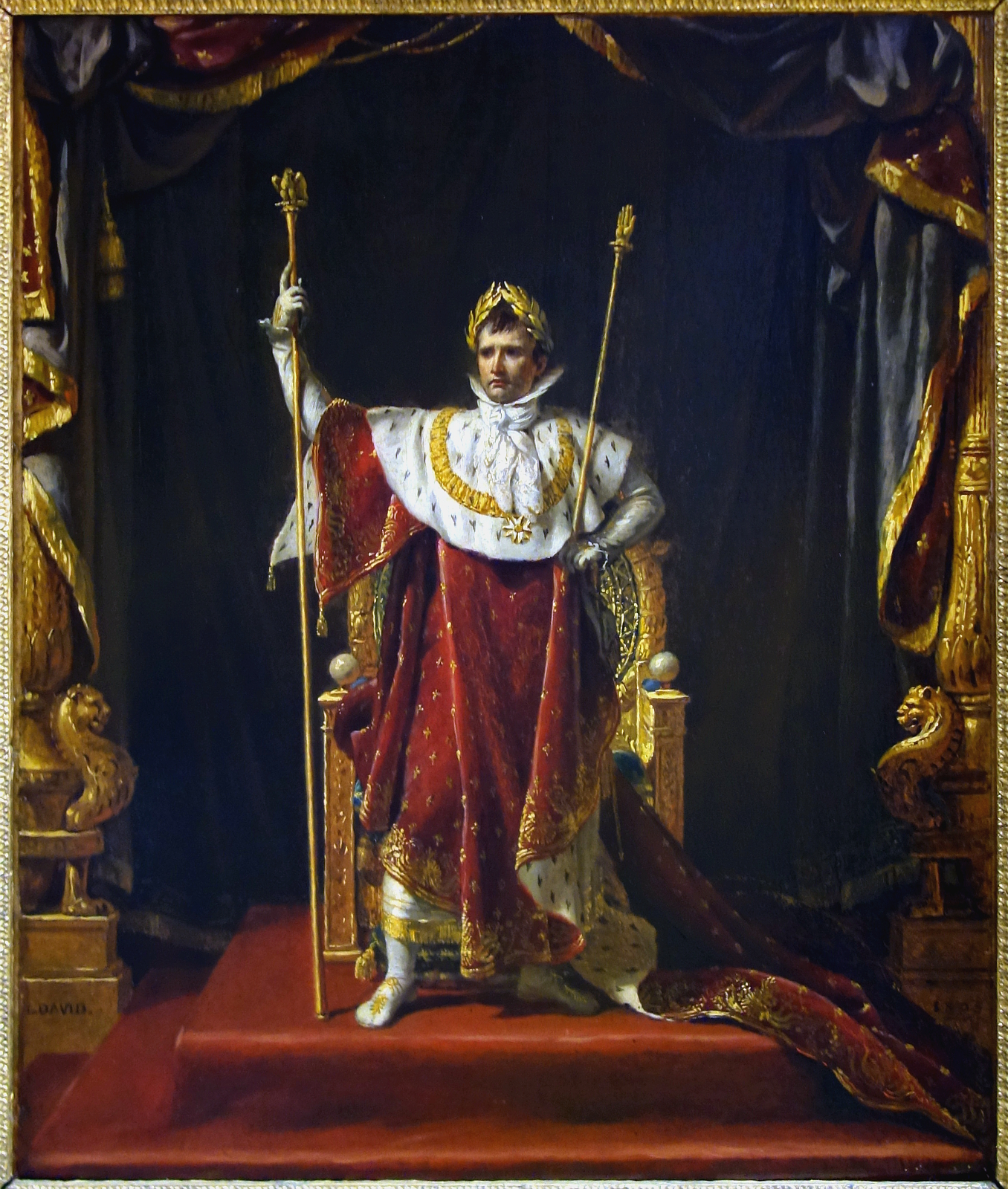
Esboço de encenação de consagração real.

Com o declínio do sistema feudal e a centralização do poder do Estado na Europa ocidental a partir do século XVI e inícios do século XVII, os mais poderosos elementos e participantes na encenação do poder eram os que tinham intenções em relação à expansão das suas esferas de influência a nível do governo: a nobreza, o clero, a burguesia que florescia com o comércio internacional, os cortesãos. Como os conflitos de caráter nacional e as divisões do poder eram praticamente permanentes, estas partes interessadas investiam no fortalecimento dos rituais para reforçar o seu posicionamento de autoridade e o seu estatuto ou classificação no seio dela. Em 1619, o historiógrafo real e parlamentar francês Théodore Godefroy (1580-1649) deu o título «Le cerimonial de France» à sua coleção de relatos de exibições públicas reais. Nela, publicou a relação histórica de contas e ações dos funcionários e cortesãos em rituais reais, apresentada de acordo com as prescrições de uma abrangente teoria política da hierarquia e realeza. A coleção também incorporava muitos elementos dos tradicionais protocolos jurídicos e de actos religiosos.
Há uma grande margem de manobra que permite a cada soberano forjar a sua própria imagem exposta nesses processos ritualísticos. Luís XIV, por exemplo, como Rei Sol, consolidou a teatralização muito forte e muito pessoal da figura real que serviu de modelo a todas as monarquias europeias, mesmo ao nível do "décor" tantas vezes imitado do Palácio de Versalhes. A monarquia espanhola, mais virada para as suas colónias que a monarquia francesa, que se queria impor na Europa, desenvolveu uma imagem mais sacralizada que política do poder real. O clero teve um papel importante nestas cerimónias, e Napoleão, que seria ele mesmo um grande encenador, conjugou os motivos emprestados da Roma imperial com os da monarquia europeia e gestos pessoais, convencendo o Papa a consagrá-lo.
Foi em reacção aos excessos destas encenações do Antigo Regime, e em resposta às reivindicações radicais de igualdade que se estenderam por toda a Europa e Américas, que as famílias reais europeias quiseram humanizar a sua imagem aos olhos dos populares a partir da segunda metade do século XIX.
- Os reis burgueses: Com a rainha Vitória do Reino Unido, Luís Filipe I de França, o Rei Cidadão, a monarquia procurou dar de si mesma uma imagem burguesa e familiar que a aproximasse do povo e daí ela devia partilhar as situações quotidianas (problemas de família), com aqueles a quem queria servir de exemplo a seguir. Assiste-se a uma abertura tímida e a uma subtil encenação da esfera privada à atenção pública.
- Os príncipes de opereta: paradoxalmente, mais os soberanos viam os seus poderes amenizar-se, maior era a recriação de certas encenações reactualizadas por Hollywood (Sissi imperatriz). As encenações estereotipadas da realeza (coroação de Isabel II, casamento de Carlos e Diana), retransmitidas pelas câmaras de todos os países do mundo, atraíram milhões de espectadores. Não é assim surpreendente constatar que uma das princesas mais convincentes no seu papel terá sido a actriz americana Grace Kelly, esposa de Rainier III do Mónaco. A rainha Isabel II do Reino Unido é muitas vezes citada pelo rigor extremo com o qual faz distinguir entre a sua função e a sua pessoa. Outros monarcas europeus, como o rei dos belgas Balduíno, cultivaram uma simplicidade próxima da do ideal republicano.

## Repúblicas

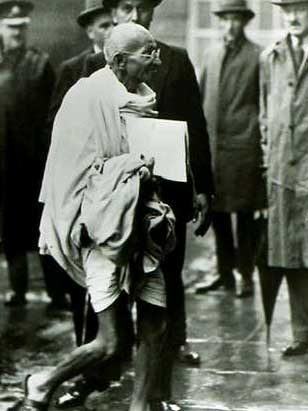
Gandhi lutou pela causa da Índia contra a política do Raj Britânico.

### Ideal de simplicidade
Nas repúblicas que respeitam formalmente o ideal republicano, nada distinguirá particularmente a figura do chefe de estado daquela dos seus concidadãos. Como a Commonwealth de Oliver Cromwell, as repúblicas modernas são em certa medida herdeiras de uma tradição de simplicidade que remonta a Esparta ou à República Romana dos primeiros tempos.
Se os imperativos de segurança impõem a presença de guarda-costas, estes esforçam-se por serem figuras discretas de segundo plano. Os chefes de estado republicanos distinguem a vida pública e privada. Se é importante para a realeza mostrar os herdeiros do trono, um eleito republicano não tem de mostrar a sua esfera privada.
No século XX, um dos exemplos mais extremos desta simplicidade igualitária aconteceu com o Mahatma Gandhi. Gandhi desenvolveu dispositivos por vezes originais (Gandhi sentado ao tear) e tradicionais (o dhoti, o cajado de peregrino) tão facilmente interpretáveis pelos seus concidadãos logo que marchou pela Índia a pé, quão espectaculares para os britânicos quando iniciou a sua causa pública em 1931. A figura ascética de Gandhi é uma tentativa extrema para fazer coincidir a realidade e o ideal do homem de poder ao serviço do povo.
A laicização do poder republicano em certos países europeus deu lugar a uma recuperação ou uma substituição dos símbolos religiosos por símbolos laicos. A questão dos limites da encenação laica do poder continua espinhosa no início do século XXI.
Nas democracias, as campanhas eleitorais são um momento de alta visibilidade para os candidatos ao poder. Estas foram sempre objecto de encenações do candidatos. Eleito cônsul in absentia, Caio Mário logo pelas suas passagens por Roma fez-se ver em pose triunfante e como favorecido pelos deuses. Charles Dickens descreveu no século XIX os rituais (apertar a mão dos eleitores, abraçar as crianças) hoje usados por todo o lado.
As campanhas eleitorais assistiram à entrada de conselheiros de comunicação publicitária (pode-se hoje falar de marketing político) nas equipas dos políticos.

### Ditaduras
Certas repúblicas querem alongar estes ideais e transformar-se em oligarquias ditatoriais, com um partido único e um chefe, carismático ou não, com perfil de salvador de homem providencial. Era o caso, por exemplo, da Alemanha Nazi, da Itália de Benito Mussolini, da União Soviética durante o regime de Estaline, da República Popular da China de Mao Tse-tung, do Iraque de Saddam Hussein, da Coreia do Norte, entre outros. Assiste-se, assim, a um verdadeiro culto da personalidade, com a multiplicação de imagens do salvador e pai da nação, que o é além de herói. É a imagem que o ditador Idi Amin Dada tenta passar para os seus governados e junto da opinião pública internacional através de uma encenação de triunfo que inverte os papéis colonizador/colonizado em 1975.
Paradoxalmente, estes regimes totalitários, ao mesmo tempo que multiplicam as imagens de propaganda, querem ocultar a verdadeira figura do poder, ao ponto, por exemplo, de os rumores circularem sobre a morte de Leonid Brejnev e sua substituição por um sósia nas cerimónias oficiais.
Para impedir toda e qualquer falha no controlo das encenações oficiais, opera-se uma situação inversa. O sujeito, de espectador, torna-se objecto de vigilância. Os serviços secretos, todo-poderosos, mas invisíveis, constroem pela sua ausência do cenário político uma imagem de si próprios ainda mas aterrorizadora pois é dirigida aos medos imaginários dos indivíduos. Isto conduz à figura de Big Brother descrita por George Orwell no seu romance 1984.

### Poder oculto
A multiplicação das câmaras de vigilância nos lugares públicos por via da ameaça terrorista é muitas vezes assimilada a esta deriva por um poder oculto, que escapa ao controlo do cidadão.
O termo existia antes dos novos dispositivos de vigilância. Aplica-se às figuras escondidas do poder, trabalhando na sombra, por exemplo uma eminência parda. Estas forças ocultas podem ter uma existência real ou serem o produto de uma campanha de desinformação (veja-se a inquietante lenda do monge Rasputin na corte do último czar da Rússia.)
Segundo Michel Foucault, depois da queda da monarquia assiste-se a uma reviravolta fundamental no modo como o poder se manifesta ao povo que sujeita. Agora incrivelmente visível a todos, o poder central apaga-se bem cedo atrás da arquitectura das instituições que torna secretas de tal modo que o seu carácter insaciável faz pensar que está presente em todo o lado e a toda a hora, mesmo que seja ausente ou fraco. Em Vigiar e Punir, o filósofo francês dá o exemplo da paixão pelos planos pan-ópticos que elaboraram os construtores de prisões no início do século XIX para sublinhar a nova importância da racionalização da vigilância sobre o controlo da delinquência, por exemplo.
Estas forças ocultas trabalham nos bastidores da política-teatro, e os eleitos são por vezes descritos como marionetas. Nos Estados Unidos, a amplitude do poder atrás do pano é representada pelo dinamismo de Karl Rove, que se encarregou com brio da reeleição do presidente George W. Bush, e é perceptível através da atenção mediática dada ao caso Plame-Wilson. O êxito de uma série televisiva como The West Wing (1999-2006), que pretende revelar o poder presidencial americano nos seus aspectos mais íntimos, reflecte o interesse do público pelo reverso do "décor" ao qual não consegue aceder no quotidiano.

## Revoluções

Execução pública de Luís XVI.

Os períodos revolucionários, períodos de alterações do poder, foram igualmente férteis em encenações, por vezes macabras, quando a cabeça dos inimigos do povo é passeada num pau. As revoluções populares são particularmente interessantes do ponto de vista da encenação, pois o povo torna-se momentaneamente detentor do poder, assistindo-se a uma inversão das representações que têm os seus motivos no Carnaval, o momento social tradicional do mundo ao contrário.
Aquando da revolução inglesa, os Roundheads deram uma imagem austera da commonwealth puritana pela simplicidade da sua postura: rapavam o cabelo e usavam vestes sombrias para marcar a diferença com os Cavaliers, representantes de uma aristocracia católica pródiga. Estes vão então exagerar as extravagâncias que os caracterizam (cabelos longos e ondulados, rendas, chapéus com penacho).

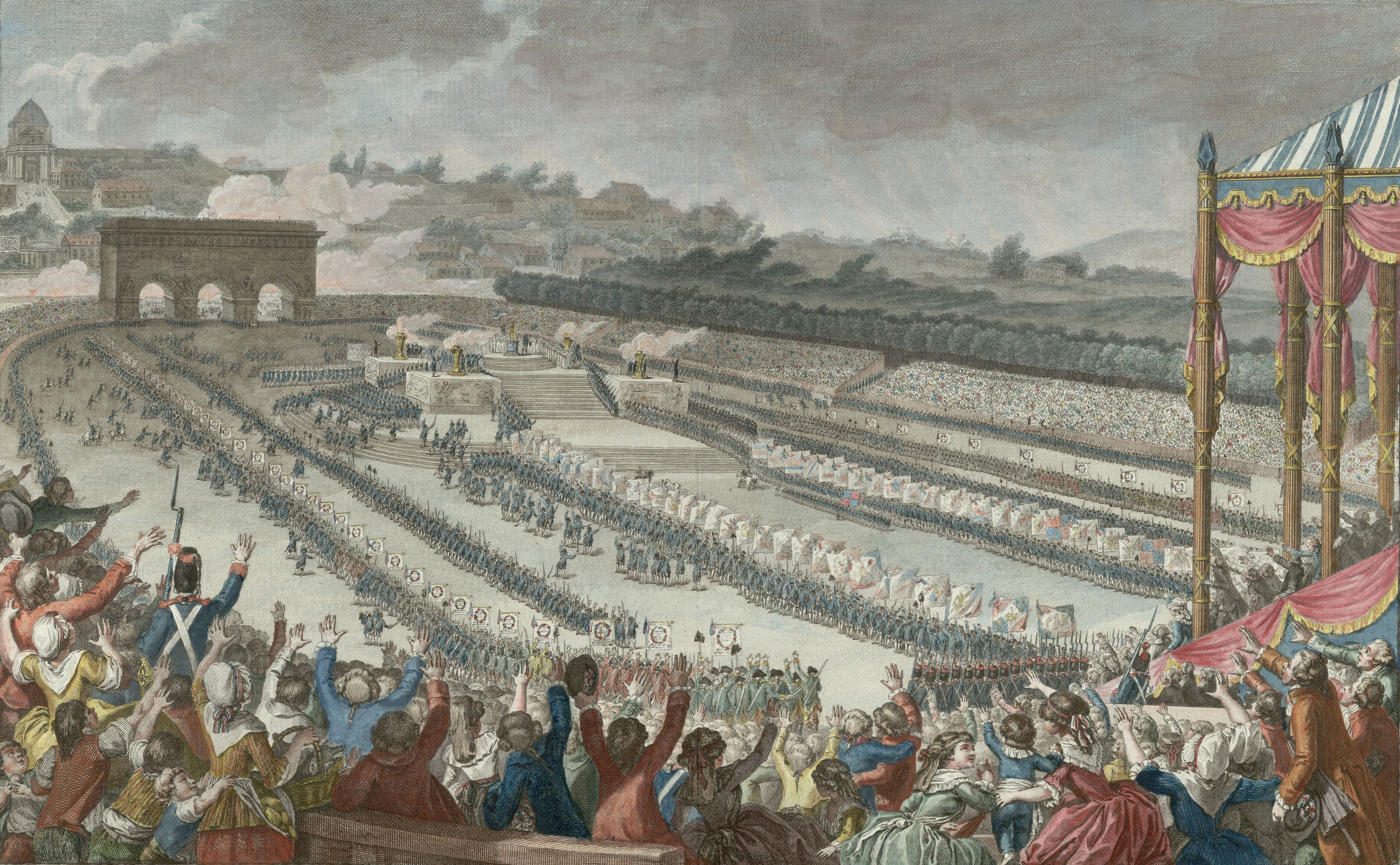
Festa da Federação, no Campo de Marte, 14 de Julho de 1790, Primeiro grande espectáculo da República Francesa.

Encontra-se aí uma oposição que se inspira nas representações estereotipadas do antigamente oposta à república (commonwealth) frugal dos inícios e da Roma da decadência. A execução pública de Carlos I apresenta-se no contexto das revoluções como o último acto de uma tragédia nacional que quer a queda da orgulhosa monarquia.
A Revolução Francesa vai buscar a sua inspiração na história antiga, com penteados à Tito e barretes frígios. O abandono da peruca e da culotte aristocráticas assinalam a democratização do poder. "Republicanizam-se" os lugares reais. A praça Luís XV torna-se praça da Revolução, e aí é colocada a guilhotina para Luís XVI. As execuções capitais integram-se na encenação do poder revolucionário. Toda a Europa (e em particular os monarcas estrangeiros) toma conhecimento do sucedido graças à gravura (cf. supra) dos regicídios de Luís XVI e de Maria Antonieta.
Durante o período dito da Revolução cultural na China comunista, assiste-se à retoma desta inversão do poder quando os jovens guardas vermelhos organizam a autocrítica pública dos intelectuais acusados de serem reaccionários antes de os enviar para os campos trabalhar sob ordens dos camponeses ou par os campos de "reeducação".
Nestes períodos revolucionários, a destruição de monumentos e em particular das estátuas remete para a queda do poder onde a revolução triunfou. Du passé, faisons table rase (Do passado, façamos tábua rasa).
Em Cuba, Fidel Castro usa durante décadas as insígnias (uniforme de combate e barba hirsuta) da guerrilha. Esta encenação justifica a sua presença contínua no poder promovendo a imagem de um resistente que espera a vitória para deixar que a democracia se instale depois no seu país.

## "Se queres a paz, prepara-te para a guerra"

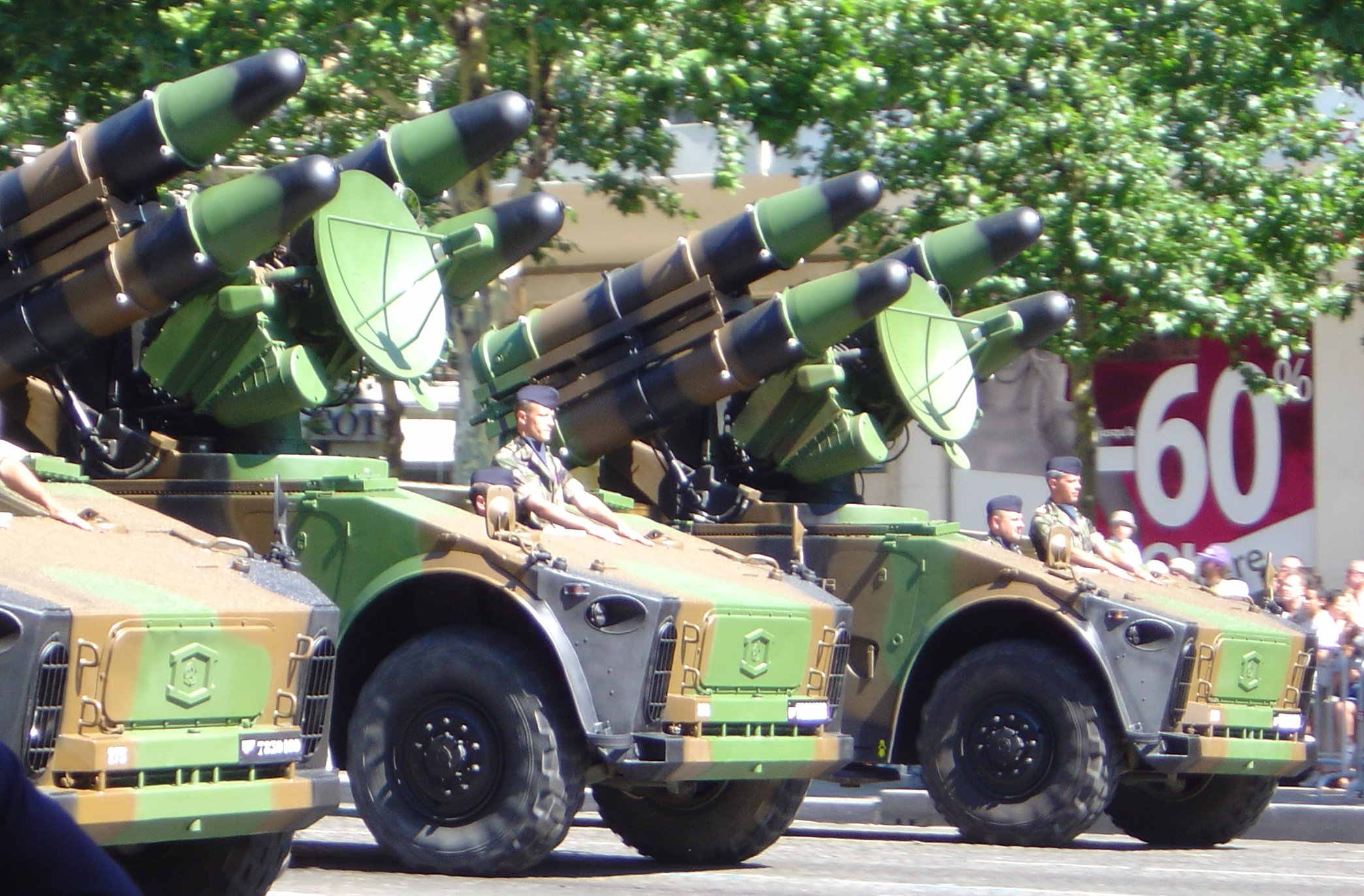
Desfile de 14 de julho em França.

A guerra ou a ameaça de guerra modifica a natureza do poder político aumentando o poder do executivo, das forças armadas e dos serviços secretos. Impõem-se dispositivos de encenação distintos dos que o poder usa em tempos de paz ou quando quer demonstrar o seu posicionamento pacífico. Mas mesmo em tempos de paz, o poder político esforça-se muito frequentemente em mostrar o seu poderio militar com intuito dissuasivo. Os desfiles militares, as manobras públicas, a cerimónia de revista das tropas, e mais recentemente o programa militar "Guerra das Estrelas" são elementos cénicos do poder como defensor da nação, mas também como poder com o qual se deve contar.
Após a Segunda Guerra Mundial, a corrida nuclear teve um grande papel no que se chamou "equilíbrio do terror". Os desfiles militares na Praça Vermelha, em Moscovo, eram encenações destinadas tanto aos soviéticos como aos observadores estrangeiros. Eram analisadas atentamente por peritos ocidentais que procuravam nomeadamente os equilíbrios de poder na hierarquia de topo pelo local na tribuna em que se posicionavam.

## Evolução dos suportes cénicos

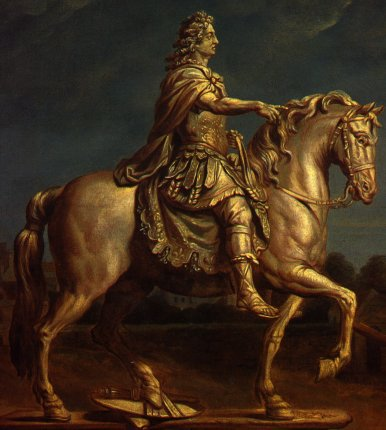
Luís XIV de França, ao estilo dos imperadores romanos.

Os suportes cénicos que servem o poder evoluíram ao longo do tempo. Entre eles encontram-se:
- As cerimónias civis e religiosas (entre as quais as entradas reais, coroações, etc.)
- O teatro e a ópera[23]
- A retórica
- A escultura (em estátuas, medalhas, baixos-relevos)
- A arquitectura, tanto para invocar a majestade, graça e inovação, como para esmagar o espectador pela grandiosidade do cenário (qual o Presidente de França que não tenha querido deixar em Paris uma marca na paisagem urbana, para celebrar o "seu" edifício imponente e de prestígio?).[24]
- A pintura (frescos, decoração de edifícios públicos, museus e galerias)
- O desenho (gravuras, etc.)
- A impressão (folhas soltas, panfletos, músicas, almanaques, livros, números inaugurais publicações). A impressão é utilizada para apoiar tanto as representações do poder[25] como fonte de inspiração. Os livros de emblemas, ou a Iconologia ilustrada por Cesare Ripa, serão importantes fontes para encenação de festas e cerimónias públicas.[26]
- A fotografia e a imprensa
- O cinema (imagens das actualidades na primeira parte da sessão, filmes políticos)
- A televisão (notícias, reportagens, debates, discursos, ficção política, os programas humorísticos caricaturais)
- A Internet (retoma de todos os outros meios de comunicação social, os blogs, as listas, os fóruns)

A encenação do poder tem vindo evolui paralelamente aos meios de representação e ambos são mutuamente dependentes e influenciáveis. O teatro vai influenciar a vida pública. A arte da retórica ensina candidatos e homens públicos a buscar ou manter a sua popularidade através de técnicas teatrais. Algumas crises são pontilhadas com pequenos dramas, dirigidos e jogados pelos políticos. Um dos exemplos mais conhecidos é o episódio do cerco de Calais, mas pode também incluir o episódio da penitência de Canossa em que Henrique IV do Sacro Império Romano dá a imagem de um poder temporal literalmente ajoelhado perante o poder espiritual do soberano pontífice, o Papa Gregório VII. A cena do Camp du Drap d'Or, dirigida por Francisco I de França procura demonstrar a sua superioridade sobre o seu rival Henrique VIII de Inglaterra. Sob a influência da cenografia de Vitrúvio, cujo trabalho foi traduzido no século XV, pintores e arquitectos são envolvidos na preparação e na organização das grandes festas da monarquia. Poetas e músicos prestam o seu apoio a estas festividades em Versalhes.
Embaixadores estrangeiros que frequentavam as cortes ou os governos europeus são espectadores privilegiados destas cenas e fazem eco destes eventos, cuja fama atravessa fronteiras rapidamente. A correspondência entre os centros de poder joga, então, parte do papel que hoje é desempenhado pelos meios de comunicação. Por esse motivo tem grande importância a capacidade de interceptar essas cartas.
Mas os meios de comunicação tornaram-se cada vez mais diversificados, e cada vez mais além do controle do poder. O boato era um temido inimigo do ethos político. No entanto, o aparecimento da gravura e, em seguida, da impressão, farão surgir novos meios que servem o poder. Estas duas inovações permitem a difusão de imagens e textos, mas também caricaturas e ataques incendiários. Apesar dos esforços da censura oficial Henrique III de Valois e a Rainha Maria Antonieta serão conhecidas vítimas de panfletos.
A fotografia, substituindo a gravura em jornais, também se iria tornar uma ameaça para a imagem do poder, que leva ao uso do retoque fotográfico para eliminar os elementos não coerentes com o espírito pretendido na encenação. Os propagandistas estalinistas tornaram-se especialistas. Aconteceria o mesmo com filmes, e depois com a televisão. Alguns políticos vão aproveitar habilmente estes novos meios de comunicação, como Charles de Gaulle, com as suas conferências de imprensa. Os arquivos da televisão contêm imagens onde os políticos encarnam um momento especial na história, como a reconciliação franco-alemã simbolizada por François Mitterrand e Helmut Kohl de mãos dadas em Verdun.
Hoje, a tecnologia permite que todos fotografem figuras públicas sem seu conhecimento, ou outro cidadão comum qualquer. Estas imagens podem ser editadas, processadas, montadas e distribuídas através da Internet. Isto ameaça os políticos e leva-os a adaptar-se a estas novas tecnologias (por exemplo, criando blogs) e ao recurso a profissionais da comunicação. Em França, Nicolas Sarkozy é aconselhado por Thierry Saussez, como François Mitterrand o foi por Jacques Séguéla.